# Marshall Goldberg
Marshall Goldberg (Elkins, 24 ottobre 1917 – Chicago, 3 aprile 2006) è stato un giocatore di football americano statunitense che ha giocato per tutta la carriera con i Chicago Cardinals della National Football League (NFL). Al college ha giocato a football all'Università di Pittsburgh vincendo due titoli nazionali.

## Carriera universitaria
Alla University of Pittsburgh, sotto la direzione dell'allenatore Jock Sutherland, Goldberg guidò i Pittsburgh Panthers a due campionati nazionali consecutivi nel 1936 e 1937. Terminò terzo nelle votazioni dell'Heisman Trophy nel 1937 e secondo nel 1938. Fu premiato unanimemente come All-American sia nel 1937 che nel 1938, prima come halfback e poi come fullback. Le sue 1.957 yard corse rimasero un record di Pitt finché non furono superate nel 1974 da Tony Dorsett.

## Carriera professionistica
Goldberg fu scelto come 12º assoluto dai Chicago Cardinals nel Draft NFL 1939, giocandovi fino al 1943, quando dovette arruolarsi nella Marina per la Seconda guerra mondiale. Tornò a giocarvi dal 1946 al 1948. Vinse il campionato NFL nel 1947 e la division l'anno successivo. Nel 1942 fu inserito nel Second-team All-Pro.

## Palmarès

### Franchigia
- Campione NFL: 1

Chicago Cardinals: 1947

### Individuale
- Second-team All-Pro: 1

1942
- Leader della NFL in intercetti: 1

1941
- Numero 99 ritirato dagli Arizona Cardinals
- Arizona Cardinals Ring of Honor
- College Football Hall of Fame (classe del 1958)

## Statistiche
| Yard su corsa      | 1.644 |
| Touchdown su corsa | 11    |